# John Peter Gassiot
John Peter Gassiot (2 aprile 1797 – 15 agosto 1877) è stato un imprenditore britannico.
Era particolarmente associato per le sue dimostrazioni pubbliche di fenomeni elettrici ed allo sviluppo della Royal Society.
Nel 1837, insieme a William Sturgeon e Charles Vincent Walker, ha fondato la London Electrical Society.

## Biografia
Nato a Londra, si unì alla Royal Navy come guardiamarina. Nel 1819 sposò Elizabeth Scott e la coppia ebbe nove figli e tre figlie. Nel 1822 entrò in affari con lo spagnolo Sebastian Gonzalez Martinez per creare la società di Martinez Gassiot & Co., per la vendita di sigari, sherry e porto.
Divenne anche un entusiasta scienziato dilettante con un particolare interesse per l'elettricità. Creò un laboratorio ampiamente fornito nella sua casa su Clapham Common e lo aprì ai suoi colleghi scienziati, tra cui James Clerk Maxwell, dove eseguì gran parte dei suoi lavori del 1860 sulla resistenza elettrica.
Gassiot era uno stretto collaboratore di William Sturgeon e Charles Vincent Walker e i tre furono determinanti nel fondare la London Electrical Society. La società era famosa per i display elettrici montati da Gassiot. Gassiot fu eletto Fellow della Royal Society nel 1841 e fu determinante nella riforma della Società negli anni '40 dell'Ottocento. Fu il fondatore della Chemical Society nel 1845, strettamente associato alla  London Institution e al magistrato del Surrey.

## Onorificenze
- Medaglia Royal della Royal Society (1863)[1]
- Juror's Medal della Grande esposizione di Londra (1862)